# Ливонская младшая рифмованная хроника
Ливонская младшая рифмованная хроника, «Младшая рифмованная хроника» — стихотворная хроника авторства Варфоломея Хёнеке, написанная в Ливонии, в конце 1340-х годов, на нижненемецком диалекте. Хроника составлена с использованием архивов Ливонского ордена и описывает события 1315-1348 годов, прежде всего в Ливонии, но также упоминает восстание эстов, борьбу Ордена с Ригой, войны Ордена с Литвой и Русью (особенно со Псковом).
До наших времен хроника дошла только в отрывках, которые попали в другие хроники, написанные прозой (например, в «Ливонскую хронику» Германа Вартбергского). Наибольший уцелевший фрагмент помещен в «Историю Ливонии» Иоганна Реннера (XVI в.).